# Most kolejowy w Olsztynie
Most kolejowy w Olsztynie – zespół mostów kolejowych znajdujących się w pobliżu ulic Artyleryjskiej, Żarskiej i Wyzwolenia w Olsztynie, na przecięciu szlaku kolejowego z Łyną.
Pierwszy most powstał w latach 1872–1873. W tym czasie uruchomiono pierwsze połączenia kolejowe prowadzące z Olsztyna do Czerwonki i Ostródy. Most składa się z trzech arkad zbudowanych na masywnych filarach. W 1892 zbudowano bliźniaczy most (południowy). Wysokość mostów (20 metrów) sprawia, iż pasażerowie podróżujący przejeżdżającymi nimi pociągami, mają okazję podziwiać niemal całą panoramę miasta.
W 1977 most został wpisany na listę zabytków architektury.